# Élections législatives autrichiennes de 1966
Les élections législatives autrichiennes de 1966 (Nationalratswahl in Österreich 1966, en allemand), se sont tenues le 6 mars 1966, en vue d'élire les 165 députés du Conseil national, pour un mandat de quatre ans.
Le Parti populaire autrichien remporte ces élections devant le Parti socialiste d'Autriche.

## Contexte
Ces élections anticipées prennent place après la démission du précédent cabinet fédéral du à des tensions internes entre les deux partis composant ce dernier : Le Parti populaire autrichien et le Parti socialiste d'Autriche.

## Mode de scrutin

Carte des neuf Länder.

L'Autriche est une république semi-présidentielle dotée d'un parlement bicaméral.
Sa chambre basse, le Conseil national (en allemand : Nationalrat), est composée de 165 députés élus pour cinq ans selon un mode de scrutin proportionnel de liste bloquées dans neuf circonscriptions, qui correspondent aux Länder, à raison de 7 à 36 sièges par circonscription selon leur population. Elles sont ensuite subdivisées en un total de 43 circonscriptions régionales.
Le seuil électoral est fixé à 4 % ou un siège d'une circonscription régionale. La répartition se fait à la méthode de Hare au niveau régional puis suivant la méthode d'Hondt au niveau fédéral.
Bien que les listes soit bloquées, interdisant l'ajout de noms n'y figurant pas, les électeurs ont la possibilité d'exprimer une préférence pour un maximum de trois candidats, permettant à ces derniers d'être placés en tête de liste pour peu qu'ils totalisent un minimum de 14 %, 10 % ou 7 % des voix respectivement au niveau régional, des Länder, et fédéral. Le vote, non obligatoire, est possible à partir de l'âge de 19 ans.

## Partis et têtes de liste
| Parti | Parti                                                           | Idéologie                                                      | Tête de liste                      | Résultat en 1962           |
| ----- | --------------------------------------------------------------- | -------------------------------------------------------------- | ---------------------------------- | -------------------------- |
|       | Parti populaire autrichien Österreichische Volkspartei          | Centre droit Démocratie chrétienne, conservatisme, libéralisme | Josef Klaus (Chancelier fédéral)   | 45,4 % des voix 81 députés |
|       | Parti socialiste d'Autriche Sozialistische Partei Österreichs   | Centre gauche Social-démocratie, progressisme                  | Bruno Pittermann (Vice-chancelier) | 44,0 % des voix 76 députés |
|       | Parti de la liberté d'Autriche Freiheitliche Partei Österreichs | Extrême droite Nationalisme, conservatisme, euroscepticisme    | Friedrich Peter                    | 7,0 % des voix 8 députés   |

## Résultats

### Scores
| Parti | Parti                                      | Suffrages | Suffrages | Suffrages | Sièges  | Sièges        |
| Parti | Parti                                      | Voix      | %         | +/-       | Députés | +/-           |
| ----- | ------------------------------------------ | --------- | --------- | --------- | ------- | ------------- |
|       | Parti populaire autrichien (ÖVP)           | 2 191 109 | 48,35     | 2,92      | 85      | 4             |
|       | Parti socialiste d'Autriche (SPÖ)          | 1 928 985 | 42,56     | 1,44      | 74      | 2             |
|       | Parti de la liberté d'Autriche (FPÖ)       | 242 570   | 5,35      | 1,69      | 6       | 2             |
|       | Parti démocrate progressiste (DFP)         | 148 528   | 3,28      | Nouveau   | 0       | Nouveau       |
|       | Communistes et socialistes de gauche (KLS) | 18 636    | 0,41      | 2,63      | 0       | en stagnation |
|       | Autres                                     | 2 057     | 0,05      | N/A       | 0       | N/A           |
| Total | Total                                      | 4 583 970 | 100%      | -         | 165     | -             |

### Analyse
Le Parti populaire autrichien obtient la majorité absolue avec 48,35 % des voix.

### Conséquences
Josef Klaus reste chancelier et forme nouveau gouvernement.